# هنتر جي. ك. تومسون
هنتر جي. ك. تومسون (بالإنجليزية: Hunter G. K. Thompson)‏ هو كاتب أغاني أمريكي، ولد في 29 مايو 1991 في سانت بول في الولايات المتحدة.

## وصلات خارجية
- هنتر جي. ك. تومسون على موقع ميوزك برينز (الإنجليزية)
- هنتر جي. ك. تومسون على موقع أول ميوزيك (الإنجليزية)
- هنتر جي. ك. تومسون على موقع أول ميوزيك (الإنجليزية)
- هنتر جي. ك. تومسون على موقع ديسكوغز (الإنجليزية)